# Verstehen Sie die Béliers?

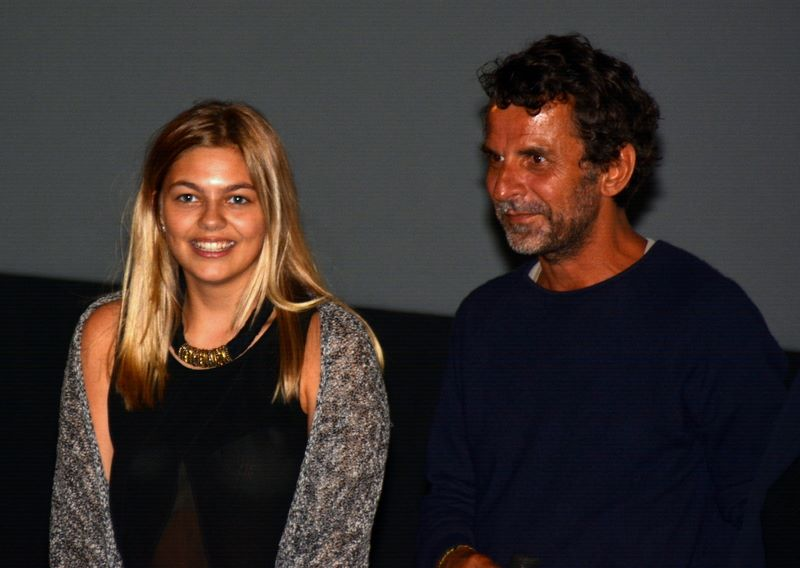
Louane Emera und Eric Lartigau bei der Vorpremiere von "La famille Bélier" (2014)

Verstehen Sie die Béliers? (Originaltitel: La famille Bélier) ist eine französische Komödie von Éric Lartigau aus dem Jahr 2014. Sie thematisiert das Leben einer gehörlosen Familie, die im Alltag auf die Hilfe der hörenden Tochter angewiesen ist. Als diese ein Gesangsstipendium erhält und nach Paris gehen will, wird die Abhängigkeit zum Problem.

## Handlung
Auf einem Bauernhof in der kleinen Gemeinde Lassay-les-Châteaux im westfranzösischen Département Mayenne lebt eine vierköpfige Familie, bestehend aus der 16-jährigen Paula, ihrem Bruder Quentin sowie den Eltern Rodolphe und Gigi. Bis auf Paula sind alle Familienmitglieder gehörlos. Die gehörlosen Mitglieder der Familie kommunizieren in Französischer Gebärdensprache, die auch Paula von klein auf gelernt hat. Aus diesem Grund ist Paulas Hilfe sowohl als Hörende als auch als Dolmetscherin in vielen Alltagssituationen unerlässlich, was für das Mädchen nicht immer ganz einfach ist. Beim Verkauf des auf dem Hof selbst hergestellten Käse auf dem Markt gibt es eine Arbeitsteilung: die Mutter lächelt und verpackt, Paula redet und ihr Bruder kassiert.
Die Situation wird nicht leichter, als Paulas Vater Bürgermeister werden will. Paula muss nun auch auf den Wahlversammlungen dolmetschen.
Weil Paulas „Schwarm“ Gabriel dem Schulchor beitritt, will auch sie dort singen. Beim Vorsingen entdeckt der Musiklehrer Paulas Gesangstalent und ermutigt sie, beim Pariser Radiosender Radio France vorzusingen und Gesang zu studieren. Sie müsse allerdings hart arbeiten und jeden Tag mit dem Lehrer proben. Paula setzt alles daran, regelmäßig am Gesangsunterricht teilzunehmen. Als aber eines Tages ein Fernsehsender über die Bürgermeisterkandidatur berichten will und auf dem Hof der Béliers dreht, kommt sie zu spät zur Probe. Der Musiklehrer lässt sie trotz strömendem Regen vor verschlossener Türe stehen und Paula radelt verzweifelt wieder heim.
Am Ende des Schuljahres wird der Schulchor ein Konzert geben und Paula und Gabriel sollen ein Duett singen. Weil ihre Darbietung dem Lehrer nicht leidenschaftlich genug ist, sollen die beiden bei der ersten Gesangsprobe miteinander tanzen. Später will Gabriel zum Üben zu Paula nach Hause kommen, was Paula in helle Aufregung versetzt. Mitten in der Probe setzt ihre erste Regel ein.
Als Paula ihre Familie über ihren Plan informiert, sich in Paris auf ein Gesangsstudium zu bewerben, wirft ihre Mutter ihr vor, sie wolle die Familie im Stich lassen. Zudem sagt Gigi, sie selbst hasse alle Leute, die nicht gehörlos seien, und sie habe versucht, Paula wie eine Gehörlose zu erziehen. Daraufhin will Paula ihre Pläne begraben, um den Eltern weiter zur Seite stehen zu können.
Paula schlägt vor, dass ihre Freundin Mathilde auf dem Markt helfen soll. Dazu muss Mathilde die Gebärdensprache lernen, die ihr Paulas Bruder nur zu gerne beibringen will. Während des Unterrichts – bei Kerzenlicht – kommen sich die beiden näher, und Quentin erleidet einen anaphylaktischen Schock, da er allergisch auf das im Kondom enthaltene Latex reagiert. Auf dem Markt ist Mathilde keine große Hilfe.
Das Konzert des Schulchors mit dem Duett ist ein voller Erfolg. Paulas Eltern sitzen mit im Publikum und, obwohl sie nichts hören können, beginnt immerhin Rodolphe zu ahnen, mit welcher Leidenschaft Paula dem Gesang zugetan ist. Früh am nächsten Morgen weckt der Vater sie und gemeinsam mit der Familie fahren sie nach Paris, wo Paula um zehn Uhr vorsingen soll. Gabriel fährt mit dem Musiklehrer hinterher.
Paula singt das Chanson Je vole von Michel Sardou, von ihrem Musiklehrer am Flügel begleitet. Für ihre Familie, die oben auf der Tribüne sitzt, gebärdet sie den Text, der von einem Kind handelt, das sein Elternhaus verlässt.
Sie wird angenommen, verabschiedet sich daheim von Bruder und Eltern und läuft vor Glück strahlend in ihre neue Zukunft.

## Synchronisation
Für das Dialogbuch und die Dialogregie im Auftrag der Christa Kistner Synchronproduktion GmbH Potsdam war Susanna Bonasewicz zuständig.
| Rolle              | Darsteller        | Deutscher Sprecher     |
| ------------------ | ----------------- | ---------------------- |
| Gigi Bélier        | Karin Viard       | (stumm)                |
| Rodolphe Bélier    | François Damiens  | (stumm)                |
| Monsieur Thomasson | Éric Elmosnino    | Frank Schaff           |
| Paula Bélier       | Louane Emera      | Lina Rabea Mohr        |
| Mathilde           | Roxane Duran      | Amelie Plaas-Link      |
| Quentin Bélier     | Luca Gelberg      | (stumm)                |
| Gabriel            | Ilian Bergala     | Patrick Baehr          |
| Bürgermeister      | Stéphan Wojtowicz | Frank-Otto Schenk      |
| Journalistin       | Céline Jorrion    | Greta Galisch de Palma |
| Mlle Dos Santos    | Mar Sodupe        | Iris Artajo            |
| Dr. Pugeot         | Jérôme Kircher    | Jörg Pintsch           |
| Jury-Vorsitzender  | Philippe Dusseau  | Tobias Lelle           |

## Produktion und Veröffentlichung
Das Drehbuch entstand nach einer Erzählung der französischen Schauspielerin und Drehbuchautorin Victoria Bedos (* 1983) in Zusammenarbeit mit der Autorin und Stanislas Carré de Malberg (* 1969).
Für Louane Emera war es die erste Rolle in einem Film überhaupt. Louane hatte Anfang 2013 an der zweiten Staffel der französischen Version von „The Voice“ teilgenommen, wo sie einem Mitarbeiter Lartigaus aufgefallen war. Über einen Agenten erhielt sie eine Einladung zum Casting und wurde engagiert. Die Gebärdensprache lernte sie mit einem persönlichen Gebärdensprachenlehrer, François Damiens und Karin Viard mussten die Französische Gebärdensprache ebenfalls erlernen.
Der Schauspieler Luca Gelberg ist tatsächlich gehörlos. Wie Lartigau in einem Interview ausführte, mussten alle Schauspieler ihren kompletten „Text“ auswendig spielen, Wiederholungen waren nicht möglich, da wegen der besonderen Bedingungen der Gebärdensprache ein späterer Schnitt nicht ausgeführt werden konnte.
Die Filmmusik komponierten Evgueni und Sacha Galperine, für sie die dritte Zusammenarbeit nach L’homme qui voulait vivre sa vie (2010) und Männer und die Frauen (2012) mit Regisseur Lartigau. La maladie d’amour, Je vole, Je vais t’aimer, En chantant und Java de Boradway sind Chansons von Michel Sardou. Éric Elmosnino wird am Piano von Michel Amsellem (* 1961) gedoubelt. Es singt der Chor La Maîtrise des Hauts-de-Seine der Pariser Oper.
Filmstart in Frankreich war am 17. Dezember 2014, in Deutschland am 5. März 2015 und am 12. März in den Kinos der Deutschschweiz.
Die vom Label Concorde veröffentlichte DVD in französischer und deutscher Sprache mit Untertiteln für Hörbehinderte enthält Bonusmaterial mit einem Interview des Regisseurs.

## Kritiken
Der film-dienst bezeichnete den Film als „gefühlsbetonte Komödie, die weniger durch inhaltliche Originalität als durch ihre warmherzig gezeichneten Figuren“ überzeuge. Die „versierten Darsteller, vor allem aber die fulminante Hauptdarstellerin“ überdeckten „kleinere Handlungsschwächen und einige weniger gelungene Einfälle“. Birgit Roschy von epd Film vergab drei von fünf Sternen und beurteilte dieses „Coming-of-Age eines Provinzmädchens“ als einen Film, nach dem „man das Kino in bester Laune“ verlasse, „obwohl das Gezeigte reichlich platt“ sei. Die vielen „Handlungslöcher“ würden durch ein „Hand in Hand von Burleske, Drama und Musik“ wettgemacht. Die Deutsche Film- und Medienbewertung (FBW) gab dem Film das Prädikat „Besonders wertvoll“, unter anderem mit der Begründung, dass „ein altes Thema – die Schmerzen des Erwachsenwerdens für Kinder und Eltern – auf liebenswerte Weise variiert“ werde.

## Trivia
2021 entstand ein amerikanisches Remake mit dem Titel Coda, das den Oscar für den besten Film erhielt.

## Auszeichnungen
César 2015
- Beste Nachwuchsdarstellerin: Louane Emera
- Nominierungen:
  - Bester Film
  - Beste Hauptdarstellerin: Karin Viard
  - Bester Hauptdarsteller: François Damiens
  - Bester Nebendarsteller: Éric Elmosnino
  - Bestes Originaldrehbuch: Victoria Bedos und Stanislas Carré de Malberg

Prix Lumières
- Beste Darstellerin: Karin Viard
- Beste Nachwuchsdarstellerin: Louane Emera
- Nominierungen:
  - Bester Film
  - Bestes Drehbuch: Victoria Bedos und Stanislas Carré de Malberg

Europäischer Filmpreis 2015
- Nominierung:
  - Beste Komödie